# Ralph Kreibich
Ralph Kreibich (27 de abril de 1975) es un deportista austríaco que compitió en remo. Ganó una medalla de oro en el Campeonato Europeo de Remo de 2007, en la prueba de scull individual.

## Palmarés internacional
| Campeonato Europeo | Campeonato Europeo | Campeonato Europeo | Campeonato Europeo |
| Año                | Lugar              | Medalla            | Prueba             |
| ------------------ | ------------------ | ------------------ | ------------------ |
| 2007               | Poznań (Polonia)   | Medalla de oro     | Scull individual   |